# Шабатура Ганна Михайлівна

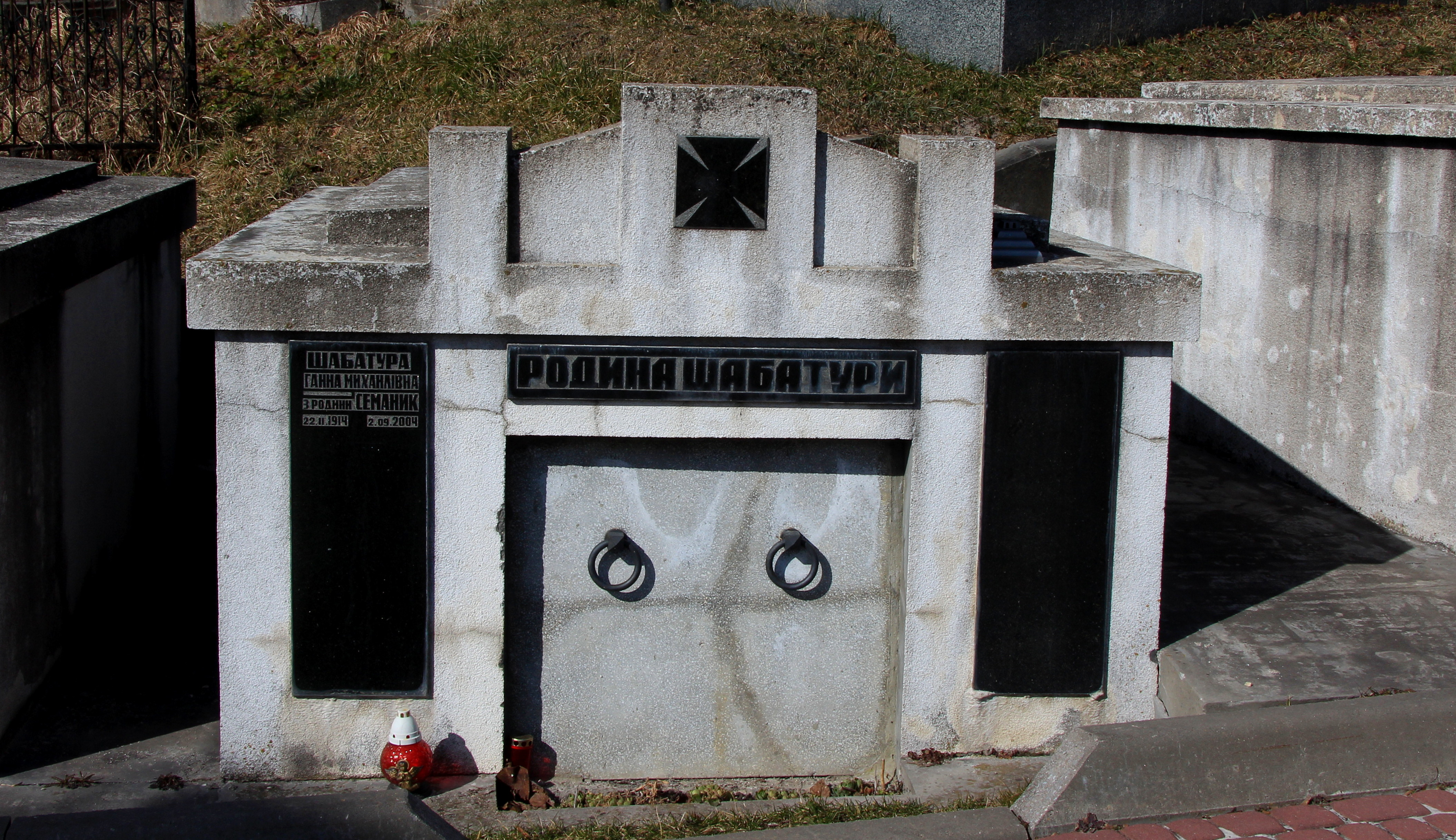

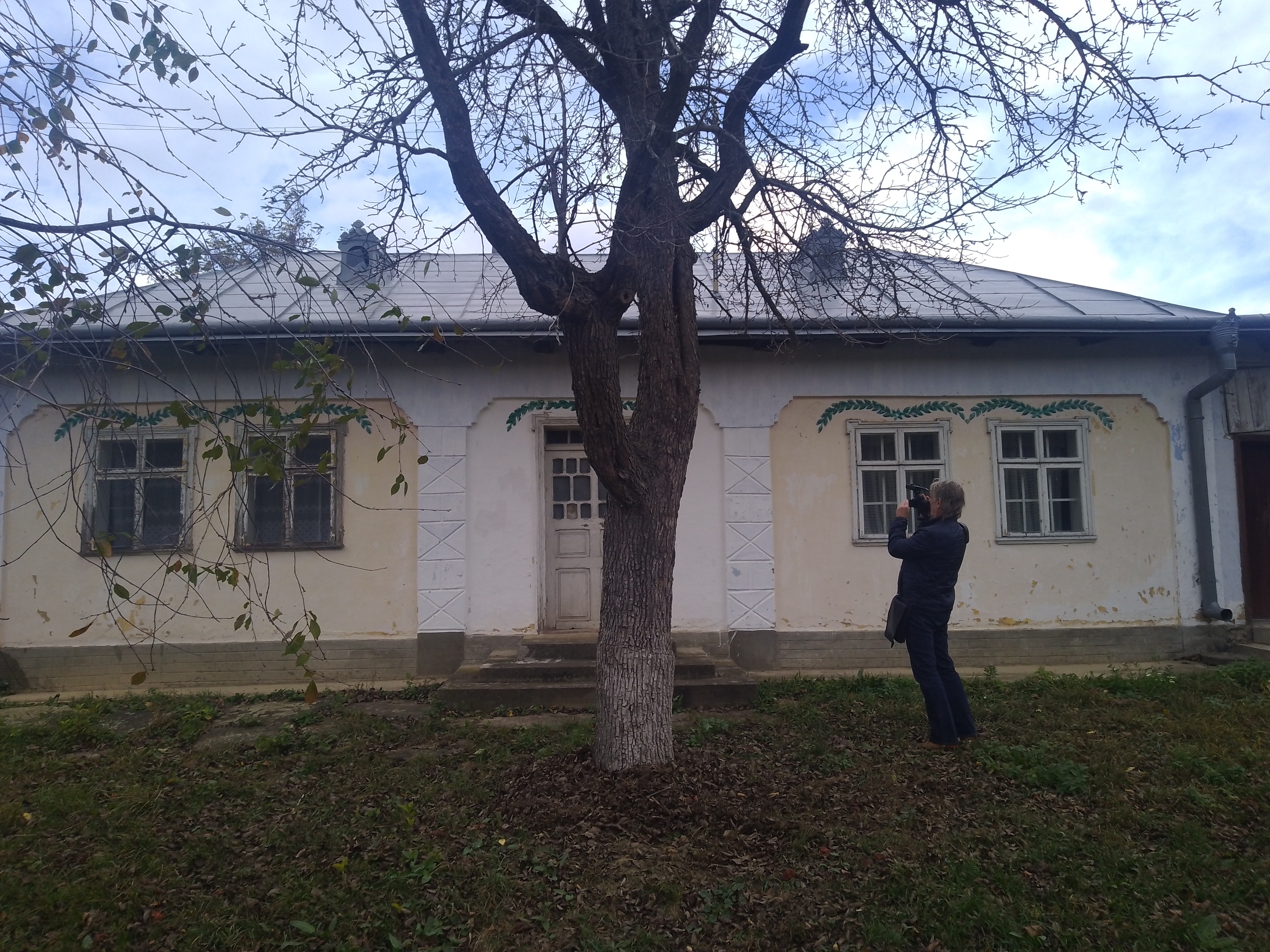
Будинок у родинному селі Ганни Шабатури

Ганна Шабату́ра (22 листопада 1914, Іване-Золоте, Заліщицький район, Тернопільська область — 2 вересня 2004, Львів) — українська художниця. Мати Стефанії Шабатури.

## Життєпис
Ганна Шабатура народилася в родині Семаників в селі Іване-Золоте (Заліщицького повіту Австро-Угорщини, нині Чортківського району, Тернопільська область, Україна). У її родині були будівничі церков та сільські скульптори.
Займалася сільським господарством. Впродовж всього життя відтворювала давні зразки вишивок, займалася писанкарством і декоративним розписом, знала чимало народних пісень. Однак малювати почала лише після того, як їй минуло 50 років. До цього її заохотила донька, яка тоді працювала художницею в текстильній промисловості.
12 січня 1972 року КДБ заарештував доньку Стефанію Шабатуру за підозрою в «антирадянській діяльності» і в тому ж році її засудили у Львові за «антирадянську агітацію і пропаганду» за статтею 62 частини 1 КК УРСР на 5 років таборів суворого режиму і 3 роки заслання.
У зв'язку з арештом доньки Ганну Шабатуру неодноразово викликали в КДБ, проводили обшуки в її помешканні, з якого також намагалися виселити.
У час, коли донька перебувала в ув'язненні та засланні, Ганна Шабатура підтримувала дітей політв'язнів і багато малювала. Творила серіями. Зображувала великодні гаївки, новорічні святкування, церкви, пейзажі, селян у їхніх щоденних клопотах. Мистецтвознавці відзначають її роботи: «Вертеп», «Свята вечеря», «Водохреща. Йордан», «На Великдень», «Увивають весільне деревце», «Хлопець на коні», «Молотьба», «Каменоломня», «Млин», «Орач».
З голосу Ганни Шабатури зразки народнопісенного фольклору записували представники Українського народного хору ім. Г. Верьовки.
У 1990-х роботи художниці експонувалися на виставках у Львові та Києві. Нагороджена премією ім. К. Білокур.
У 2004 році у серії «Українське наївне малярство» вийшов альбом «Ганна Шабатура» із дослідженням Антоніни Палагнюк.
Померла у Львові, похована на 79 полі Личаківського цвинтаря.